# Послання Аресібо

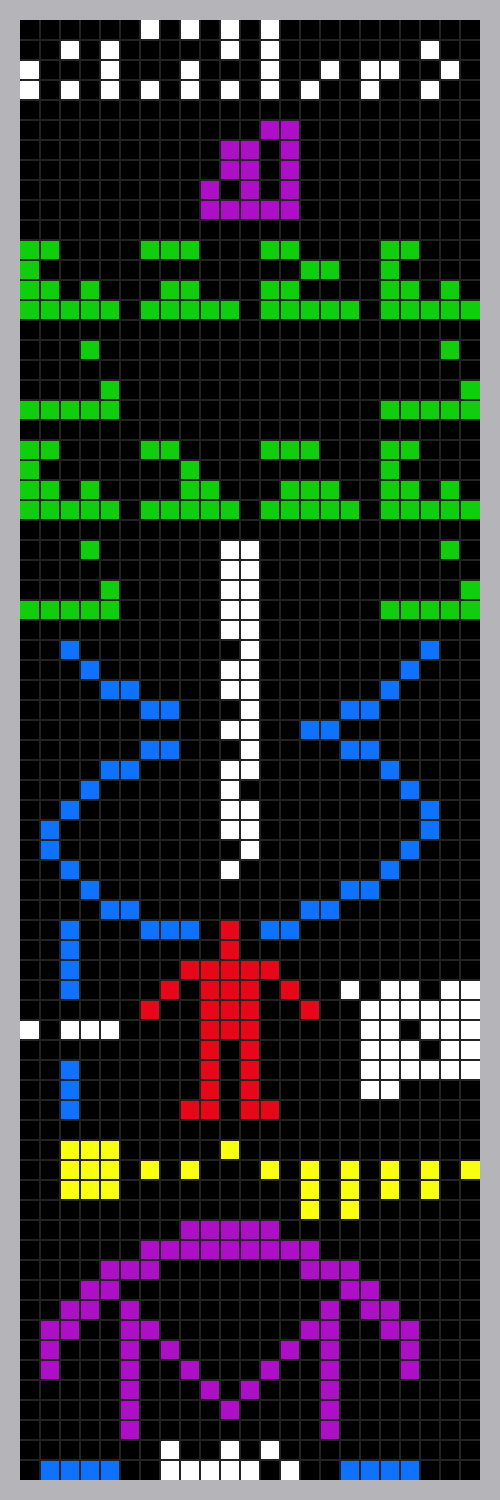
Повідомлення з колірним розділенням частин. Оригінальне послання не містило кольорової інформації.

Посла́ння Аресібо — це радіосигнал, який був надісланий 16 листопада 1974 року з обсерваторії Аресібо (Пуерто-Рико) у напрямку кулястого зоряного скупчення М13, що знаходиться на відстані 25 000 світлових років в сузір'ї Геркулеса. Повідомлення тривало 169 секунд, довжина хвилі 12,6 см. Це було зроблено на честь відкриття потужного радіотелескопу.
Саме повідомлення було складено Френком Дрейком і Карлом Саганом. Довжина повідомлення — 1679 цифр, що є добутком двох простих чисел 23 і 73, і тому повідомлення можна розташувати у вигляді прямокутника двома способами. При правильному розташуванні повідомлення, щільність чисел непостійна (система впорядкована), при неправильному — щільність чисел майже постійна (система хаотична). Враховуючи той факт, що кількість інформації визначається ступенем впорядкованості системи, можна сказати, що ймовірність того, що перший варіант містить інформацію, на порядок вище того, що інформація міститься у другому варіанті. Виходячи з цих міркувань, передбачається, що одержувач правильно обере ширину і висоту прямокутника.
Зверху вниз в повідомленні відображені:
1. Числа від одного до десяти в двійковій системі числення;
2. Атомні числа (число протонів в ядрі атома) таких елементів як: водень, вуглець, азот, кисень і фосфор;
3. Формули сахарози і азотистих основ нуклеотидів в дезоксирибонуклеїновій кислоті (ДНК);
4. Кількість нуклеотидів ДНК та інша інформація про ДНК;
5. Людина;
6. Сонячна система;
7. Радіотелескоп в Аресібо і розміри передавальної антени.

Оскільки на доставку повідомлення буде потрібно 25 000 років, а також ще 25 000 років на будь-яку відповідь, послання Аресібо є скоріше демонстрацією можливостей людства, ніж реальною спробою вступити в контакт. За 12 років до послання Аресібо в СРСР був посланий на Венеру радіосигнал «Мир», «Ленін», «СРСР».

## Послання

### Перша частина— числа

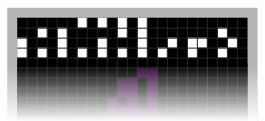
Перша частина послання Аресібо — числа

Перша частина, позначена білим кольором, вертикально-послідовно розміщені числа від одиниці до десяти в двійковій системі числення.
Білий квадрат кодує 1, чорний — 0. Кожне число відокремлено проміжком від решти. Нижній білий квадрат є маркером молодших розрядів (частини числа, яку потрібно розміщувати останньою, наприклад 8 = 0001 (старші) 0000 (молодші, помічені маркером)) і в число не входить. Числа від одиниці до семи представлені одним розрядом, від восьми до десяти — двома.
| Перша частина послання, представлена у вигляді одиниць і нулів | 0 | 0 | 0 | 1 | 1 | 1 | 1 | 0  | 0  | 0  |
| Перша частина послання, представлена у вигляді одиниць і нулів | 0 | 1 | 1 | 0 | 0 | 1 | 1 | 0  | 0  | 1  |
| Перша частина послання, представлена у вигляді одиниць і нулів | 1 | 0 | 1 | 0 | 1 | 0 | 1 | 10 | 11 | 10 |
| Маркер молодшого розряду                                       | ⇧ | ⇧ | ⇧ | ⇧ | ⇧ | ⇧ | ⇧ | ⇧  | ⇧  | ⇧  |
| Ці ж числа в десятковій системі числення                       | 1 | 2 | 3 | 4 | 5 | 6 | 7 | 8  | 9  | 10 |
| Ці ж числа в вісімковій системі числення                       | 1 | 2 | 3 | 4 | 5 | 6 | 7 | 10 | 11 | 12 |

Ця частина є необхідною для читання чисел в інших частинах послання.

### Друга частина— хімічні елементи

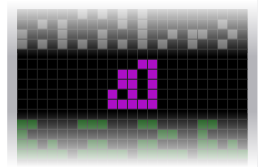
Друга частина послання Аресібо — хімічні елементи

Друга частина, позначена фіолетовим кольором, — необхідний посібник для читання третьої частини.
Це матриця 5x5, стовпці якої, якщо читати їх способом описаним вище, дають послідовність чисел 1, 6, 7, 8 та 15 — атомні номери відповідно водню, вуглецю, азоту, кисню і фосфору. Всі ці хімічні елементи є найважливішими в біохімії — з них побудована молекула ДНК.

### Третя частина— нуклеотиди

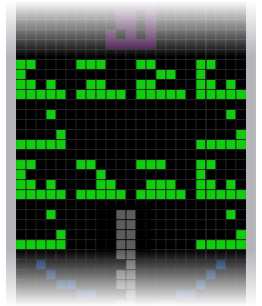
Третя частина послання Аресібо — нуклеотиди

Найбільша, третя частина повідомлення, позначена зеленим кольором, описує нуклеотиди, будівельні блоки ДНК.
Склад нуклеотидів описується зазначенням кількості хімічних елементів описаних у другій секції. Наприклад, дезоксирибоза ({\displaystyle C_{5}OH_{7}}) описується як:
| Повідомлення в двійковій системі      | 1 | 1 | 0 | 0 | 0 |
| Повідомлення в двійковій системі      | 1 | 0 | 0 | 0 | 0 |
| Повідомлення в двійковій системі      | 1 | 1 | 0 | 1 | 0 |
| Останній біт-маркер молодшого розряду | ⇧ | ⇧ | ⇧ | ⇧ | ⇧ |
| Цифри послання в десятковій системі   | 7 | 5 | 0 | 1 | 0 |

Тобто: 7 атомів водню, 5 вуглецю, 0 азоту, 1 кисню, 0 фосфору.
| Всі нуклеотиди                              | Всі нуклеотиди                             | Всі нуклеотиди                               | Всі нуклеотиди                              |
| ------------------------------------------- | ------------------------------------------ | -------------------------------------------- | ------------------------------------------- |
| Дезоксирибоза ({\displaystyle C_{5}OH_{7}}) | Аденін ({\displaystyle C_{5}H_{4}N_{5}})   | Тимін ({\displaystyle C_{5}H_{5}N_{2}O_{2}}) | Дезоксирибоза ({\displaystyle C_{5}OH_{7}}) |
| Фосфат ({\displaystyle PO_{4}})             |                                            |                                              | Фосфат ({\displaystyle PO_{4}})             |
| Дезоксирибоза ({\displaystyle C_{5}OH_{7}}) | Цитозин ({\displaystyle C_{4}H_{4}N_{3}O}) | Гуанін ({\displaystyle C_{5}H_{4}N_{5}O})    | Дезоксирибоза ({\displaystyle C_{5}OH_{7}}) |
| Фосфат ({\displaystyle PO_{4}})             |                                            |                                              | Фосфат ({\displaystyle PO_{4}})             |

Закодовані в повідомленні формули відповідають зв'язаним азотистим основам і містять на один атом водню менше ніж вільна форма
Дванадцять елементів складають зображення двох ланцюгів ДНК.
Чотири гетероциклічних азотистих основ аденін, тимін, гуанін і цитозин в центрі та об'єкти по бокам утворюють базис спіралі ДНК. З цією частиною одержувачу повідомляється будова ДНК.

### Четверта частина— спіраль ДНК

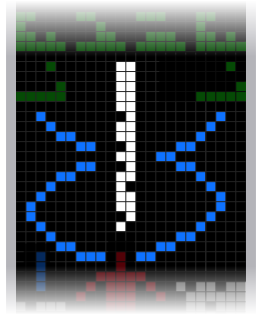
Четверта частина послання Аресібо — спіраль ДНК

Вертикальний білий прямокутник в центрі четвертої частини повідомлення — число 4 294 441 822, яке повинно означати приблизну кількість нуклеотидів в геномі людини, але реальне значення числа становить приблизно 3•109.
Центр оточує синя подвійна спіраль, що зображає форму людської ДНК.

### П'ята частина— людство

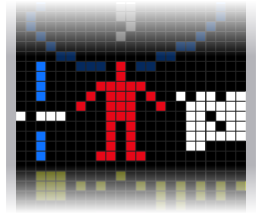
П'ята частина послання Аресібо — людство

Якщо в попередніх частинах послання повідомлялися біохімічні відомості, то п'ята, що складається з трьох складових, дає загальну інформацію про анатомію і людство.
Перший, біло-синій об'єкт, показує зростання людини. Біла частина — число 14 (1110 у двійковій системі читаючи з права наліво). Вертикальна синя частина підказує, що мова йде про висоту. Власне висота повинна розраховуватися як число 14, помножене на довжину хвилі послання (12,6 см). В підсумку це дає приблизний зріст людини: 1,76 м.
У центрі червоний об'єкт зображує грубий ескіз людського виду. Голова намальованої фігурки оточена подвійною спіраллю з попередньої частини, що показує їх зв'язок.
Об'єкт праворуч — число 4 292 853 750, яке повідомляє чисельність населення Землі на момент відправлення повідомлення у 1974 році.

### Шоста частина— Сонячна система

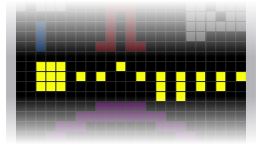
Шоста частина послання Аресібо — Сонячна система

Шоста, позначена жовтим кольором, частина повідомлення описує Сонячну систему (саме Сонце і дев'ять планет, включаючи Плутон, який розглядався як планета в момент відсилання повідомлення), а також вказує планету Земля — джерело повідомлення.
Величина об'єктів показує приблизне співвідношення розмірів небесних тіл. Сонце зображено квадратом 3x3, що дає величину дев'ять. Шоста і сьома планети, Юпітер і Сатурн мають розмір три, Уран і Нептун — два, решта один.
Положення Землі, джерела повідомлення і рідної планети людини, виділено зсувом вгору, а також тим, що планета розміщується під людиною з п'ятої частини.

### Сьома частина— телескоп

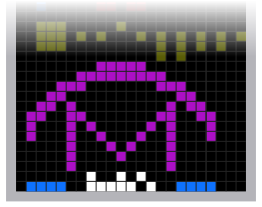
Сьома частина послання Аресібо — телескоп

Сьома, і заключна частина, повідомляє інформацію про передавач обсерваторії Аресібо. Ескіз обсерваторії позначений фіолетовим кольором і знаходиться точно під зображенням Землі з шостої частини.
Нижче йде інформація про діаметр телескопу. Біла частина — число 2430. Синя частин — підказка, що це інформація про ширину. Сама ширина розраховується як число 2430 помножене на довжину хвилі послання, що дає приблизно 306 м, приблизний діаметр антени.

## Техніка
Для передачі інформації використовувалася частотна модуляція з девіацією частоти 75 Гц і швидкістю 10 біт/сек, загальний час випромінювання становив 3 хвилини. Після кожного стрибка частоти підтримувалася безперервність фази випромінюваного коливання. Повідомлення передавалося на довжині хвилі 12,6 см.

## Розшифровка послання
З часу відправлення повідомлення було проведено багато дискусій про можливість його обробки. Деякі критики вважають, що послання незрозуміле, вимагає багатьох математичних трюків для розшифровки. Вказують, що якби таке повідомлення прибуло на Землю в 1800 році, то воно не було б зрозуміле (хоча повідомлення і не могло бути прийняте).

### Передумови
Наступні передумови, необхідні для розшифровки послання, піддаються критиці.

### Довжина хвилі
Прив'язка деяких даних до довжини хвилі некоректна у зв'язку з тим, що електромагнітні хвилі, долаючи простір, змінюють свою довжину і частоту згідно з ефектом Доплера. Неможливо достовірно визначити початкову довжину хвилі посилки, перебуваючи на значній відстані один від одного.

#### Прямокутна форма
Одержувач повинен бути в змозі зрозуміти прості числа як сторони прямокутника. Імовірність успішної розшифровки значно знижується, якщо найбільш звичною формою для одержувача є не прямокутник, а, наприклад, поширена у комах форма бджолиних сот. Умовою для розшифровки також є володіння приймаючою цивілізацією нашими знаннями в алгебрі та геометрії.
Число 1679 розкладається тільки на числа 23 і 73. Це фундаментальна властивість цього числа, не залежна від системи числення. Прямокутник як основна форма з двома вимірами і прямими кутами очевидна вже на найпростішому рівні геометрії. Однак розташування прямокутника не є очевидним і ніяк не задається. З двох можливих розташувань, вертикального і горизонтального, одержувачем має бути обрано вірне розташування.

#### Інформація як бінарне зображення
Коли прямокутник розпізнаний, повинна використовуватися бінарна система числення, щоб прочитати інформацію. Тепер одержувач повинен бути в змозі сприймати інформацію в оптичному (або якомусь аналогічному) вигляді і впізнавати зображені об'єкти.

### Перевірка
Перший варіант піктограми розміром 1271 = (41 х 31) елементів розробив Френк Дрейк, який запропонував розшифрувати його учасникам радіоастрономічної конференції в Грін Бенк, США. Послання Аресібо Дрейк розробляв спільно з Карлом Саганом та іншими. Детальніше про це розповідається у книзі Дрейка «Murmur of Earth» (Шепіт Землі).
Незалежно від результату тесту, незрозуміло, якою мірою розшифровка послання з нашого боку може бути співвіднесена з зрозумілістю для чужої цивілізації.